# 9JKL
9JKL – amerykański serial telewizyjny (sitcom) wyprodukowany przez  Liscolaide Productions, Kapital Entertainment oraz CBS Television Studios, którego twórcami są Dana Klein i Mark Feuerstein. Serial był emitowany od 2 października 2017 roku do 5 lutego 2018 roku przez CBS. Natomiast w Polsce serial był emitowany od 10 grudnia 2017 roku do 18 lutego 2018 roku na FOX Comedy. 
13 maja 2018 roku, stacja CBS ogłosiła zakończenie produkcji serialu po jednym sezonie.

## Fabuła
Serial opowiada o relacjach Josha Robertsa, który mieszka w bliskim sąsiedztwie ze swoim rodzicami, bratem i jego rodziną.

## Obsada
- Mark Feuerstein jako Josh Roberts[4]
- Elliott Gould  jako Harry Roberts[5]
- Linda Lavin jako Judy Roberts[5]
- Albert Tsai jako Ian[6]
- Liza Lapira jako Eve Roberts[7]
- David Walton jako Andrew Roberts[8]
- Matt Murray jako Nick[9]

## Odcinki
| Sezon | Odcinki | Oryginalna emisja w CBS | Oryginalna emisja w CBS | Oryginalna emisja w Fox Comedy | Oryginalna emisja w Fox Comedy | Oryginalna emisja w Fox Comedy |
| Sezon | Odcinki | Premiera sezonu         | Finał sezonu            | Premiera sezonu                | Finał sezonu                   |                                |
| ----- | ------- | ----------------------- | ----------------------- | ------------------------------ | ------------------------------ | ------------------------------ |
| 1     | 16      | 2 października 2017     | 5 lutego 2018           | 10 grudnia 2017                | 18 lutego 2018                 |                                |

### Sezon 1 (2017-2018)
| Nr | Tytuł                                                           | Reżyseria                   | Scenariusz                  | Premiera w CBS       | Premiera w Fox Comedy |
| -- | --------------------------------------------------------------- | --------------------------- | --------------------------- | -------------------- | --------------------- |
| 1  | 'Powrót do domu' Pilot                                          | Pamela Fryman               | Dana Klein, Mark Feuerstein | 2 października 2017  | 10 grudnia 2017       |
| 2  | 'Facet od związków' Relationship Guy                            | Pamela Fryman               | Austin Winsberg             | 9 października 2017  | 10 grudnia 2017       |
| 3  | 'Luke, fajny znajomy' Cool Friend Luke                          | Victor Gonzalez             | Jim Reynolds                | 16 października 2017 | 10 grudnia 2017       |
| 4  | 'Szkocka i steki' High Steaks                                   | Pamela Fryman               | Tom Hertz                   | 23 października 2017 | 10 grudnia 2017       |
| 5  | 'Klucz do życia' The Key to Life                                | Pamela Fryman               | Dana Klein, Mark Feuerstein | 30 października 2017 | 17 grudnia 2017       |
| 6  | 'Telewizyjny doktor' TV MD                                      | Jeff Greenstein             | Austen Earl                 | 6 listopada 2017     | 17 grudnia 2017       |
| 7  | 'Wojna o nianię' Nanny Wars                                     | Victor Gonzalez             | Talia Bernstein             | 13 listopada 2017    | 17 grudnia 2017       |
| 8  | 'Wspaniały Dzień Dziękczynienia ' Make Thanksgiving Great Again | Pamela Fryman               | Stephanie Darrow            | 20 listopada 2017    | 17 grudnia 2017       |
| 9  | 'Azyl kochanków' Lovers Getaway                                 | Jeff Greenstein             | Gracie Glassmeyer           | 27 listopada 2017    | 28 stycznia 2018      |
| 10 | 'Rodzinny spisek' The Family Plot                               | Victor Gonzalez             | Tom Hertz                   | 4 grudnia 2017       | 28 stycznia 2018      |
| 11 | 'Z wizytą na planie' Set Visit                                  | Pamela Fryman               | Lacey Friedman              | 11 grudnia 2017      | 4 lutego 2018         |
| 12 | 'Zdarzyło się pewnej nocy' It Happened One Night                | Pamela Fryman               | Austin Winsberg             | 18 grudnia 2017      | 4 lutego 2018         |
| 13 | 'Machinacje ' Heavy Meddling                                    | Michael Shea                | Stephanie Darrow            | 15 stycznia 2018     | 11 lutego 2018        |
| 14 | 'Piątki z Harrym' Fridays with Harry                            | Pamela Fryman               | Daniel Spector              | 22 stycznia 2018     | 11 lutego 2018        |
| 15 | 'Prześladowczyni ' Stalker Status                               | Victor Gonzalez             | Lacey Friedman              | 29 stycznia 2018     | 18 lutego 2018        |
| 16 | 'Cała prawda' Tell All                                          | Dana Klein, Mark Feuerstein | Lacey Friedman              | 5 lutego 2018        | 18 lutego 2018        |

## Produkcja
30 stycznia 2017 roku, stacja CBS zamówiła pilotowy odcinek komedii, w której główną rolę zagra Mark Feuerstein
.
W kolejnym miesiącu do obsady dołączyli : David Walton, Matt Murray oraz Liza Lapira.
Na początku marca 2017 roku, poinformowano, że w rolę rodziców głównego bohatera wcielą się Elliott Gould i Linda Lavin.
12 maja 2017 roku stacja CBS zamówiła serial na sezon telewizyjny 2017/2018.
W czerwcu 2017 roku, ogłoszono, że do obsady dołączył Albert Tsai jako Ian.
W listopadzie 2017 roku, stacja CBS zamówiła 3 dodatkowe odcinki, łącznie pierwszy sezon będzie liczył 16 odcinków